# 新成区
新成區，上海市舊市轄區。1946年2月建制，初為第十一區，后以境內新閘路、成都北路而命名。區域最初東起西藏中路，西至泰興路、茂名北路，南抵中正東路、中正中路，北為吳淞江。面積初為2.76平方公里，初轄76保、1676甲。區公所駐成都北路360號。1949年6月廢除保甲制。1950年6月設立十個街道，1952年9月，改為17個街道。1956年6月，靜安區撤銷，西界擴充到常德路、富民路，面積增加到4.27平方公里。同時下轄街道調整為15個，1958年1月改為12個。1960年1月，新成區撤銷，成都北路以東劃入黃浦區，以西與一同撤銷的江寧區和長寧區東部一同組建新靜安區。